# Герб Солобківців
Герб Солобківців — офіційний символ села Солобківці Ярмолинецького району Хмельницької області, затверджений 2 липня 2018р. рішенням №12 сесії сільської ради. Авторами герба є В.М.Напиткін, К.М.Богатов, П.Б.Войталюк, О.М.Тимощук.

## Опис
У синьому полі срібна брама, між зубцями якої три золотих смолоскипи із червоним полум'ям із золотою облямівкою. В отворі брами золотий розширений хрест із подовженим нижнім раменом, над отвором червона підкова вушками догори. Щит вписаний у декоративний картуш і увінчаний червоною міською короною. Унизу картуша написи "СОЛОБКІВЦІ" і "1493". 

## Символіка
Брама - символ старовинної фортеці, три смолоскипи означають три школи, що існують в селі, розширений хрест означає легенду про заснування села козаком Солопієм, розташування села на перехресті торговельних шляхів, а також мирне співіснування різних конфесій, червона підкова - символ щастя, добробуту та підприємницької удачі жителів села, 1493 - рік першої писемної згадки про село.